# Jason Kelce
Jason Daniel Kelce (Cleveland Heights, Ohio, Estados Unidos; 5 de noviembre de 1987) es un exjugador profesional estadounidense de fútbol americano. Jugaba en la posición de center y desarrolló toda su carrera en los Philadelphia Eagles de la National Football League (NFL).
Es el hermano mayor del tight end de los Kansas City Chiefs, Travis Kelce.

## Biografía
Kelce asistió a la preparatoria Cleveland Heights High School en Cleveland Heights, Ohio, donde practicó fútbol americano. Al finalizar la preparatoria, no fue considerado como un prospecto universitario por Rivals.com.
Está casado con Kylie McDevitt y tienen tres hijas.
En septiembre de 2025 anunciaba junto con su esposa Kylie y el 30 de marzo de 2025, dieron la bienvenida a su cuarta hija Finnley Anne Kelce, anunciado en su cuenta de Instagram.

## Carrera

### Universidad
Posteriormente, asistió a la Universidad de Cincinnati donde jugó con los Cincinnati Bearcats desde 2007 hasta 2010. En 2007, vio acción como centro y guardia en nueve juegos, y como estudiante de segundo año en 2008, inició 13 juegos como guardia izquierdo y fue parte de una línea ofensiva que también incluyó a los futuros jugadores de la NFL Jeff Linkenbach y Trevor Canfield, lo que ayudó a la ofensiva de los Bearcats a promediar 27.3 puntos y 375.3 yardas por juego. Su hermano, Travis Kelce, comenzó a jugar junto a él en Cincinnati después unirse a la universidad en 2008.
En 2009, Kelce fue nombrado al segundo equipo All-Big East después de iniciar 13 juegos como guardia izquierdo ayudando a los Bearcats a registrar una marca invicta de 12-0 en la temporada regular. Fue cambiado a la posición de centro para su última temporada en 2010, año en que fue nombrado nuevamente al segundo equipo All-Big East.

### Philadelphia Eagles
Kelce fue seleccionado por los Philadelphia Eagles en la sexta ronda (puesto 191) del Draft de la NFL de 2011, y posteriormente firmó un contrato con el equipo por cuatro años y $2.1 millones. En la temporada 2011, se convirtió en el primer novato en la historia de los Eagles en iniciar los 16 juegos en la posición de centro. En 2012, Kelce fue nombrado el centro titular por segundo año consecutivo, pero el 16 de septiembre sufrió desgarros en el ligamento colateral tibial y el ligamento cruzado anterior en una victoria sobre los Baltimore Ravens, por lo que se perdería el resto de la temporada 2012.
En 2013, Kelce tuvo una temporada sobresaliente, iniciando los 16 juegos y ayudando al equipo a llegar a la postemporada. Ayudó a los Eagles a establecer un récord del equipo de 442 puntos y 6,676 yardas, y apoyó al corredor líder de la NFL, LeSean McCoy, quien corrió para 1,607 yardas. Kelce fue calificado por Pro Football Focus (PFF) como el mejor centro de la NFL durante la temporada.
El 27 de febrero de 2014, Kelce acordó una extensión de contrato por seis años y $37.5 millones, con $13 millones garantizados. El 23 de septiembre, se sometió a una cirugía por una hernia deportiva y se perdió cuatro juegos de la temporada. A pesar de ello, fue seleccionado a su primer Pro Bowl.
En 2015, Kelce inició los 16 juegos de la temporada, mientras que en 2016 nuevamente fue titular en los 16 juegos y fue seleccionado para su segundo Pro Bowl como sustituto del centro de los Atlanta Falcons, Alex Mack.
En 2017, Kelce fue titular en los 16 partidos y tuvo su mejor temporada como profesional. Fue seleccionado al primer equipo All-Pro y fue el liniero ofensivo mejor calificado por PFF. También ganó el Super Bowl LII con los Eagles después de que derrotaron a los New England Patriots por 41–33.
En 2018, Kelce fue nombrado por segunda ocasión al primer equipo All-Pro y fue considerado como el mejor centro de la temporada por PFF.
El 2 de marzo de 2019, Kelce firmó una extensión de contrato por un año con los Eagles hasta la temporada 2021. Durante la temporada 2019, Kelce fue un factor clave al realizar bloqueos cruciales en jugadas largas. Fue elegido a su tercer Pro Bowl y recibió su tercer premio consecutivo de primer equipo All-Pro.
En 2020, Kelce inició su partido número 100 consecutivo con los Eagles. La línea ofensiva estableció un récord de franquicia al registrar 14 combinaciones de jugadores iniciales diferentes, pero Kelce fue el único hombre en comenzar cada juego y fue elegido a su cuarto Pro Bowl.
El 5 de marzo de 2021, Kelce firmó un nuevo contrato con los Eagles por un año y $12 millones. En la temporada 2021, Kelce fue titular en los 17 juegos del equipo y fue nombrado a su quinto Pro Bowl y al primer equipo All-Pro por cuarta ocasión, luego de ayudar a los Eagles a clasificar a la postemporada y registrar 2,715 yardas por tierra, la mayor cantidad para un equipo en la temporada.
El 11 de marzo de 2022, después de considerar retirarse antes de la temporada, Kelce firmó un nuevo contrato de un año con los Eagles por valor de $14 millones, lo que lo convirtió en el centro mejor pagado de la NFL.
Kelce anunció una nueva renovación con los Eagles para la temporada 2023.Sin embargo, tras una derrota contra Tampa Bay Buccaneers en la ronda de comodines, anunció que ese podría ser su momento de retirarse del football. 
El 4 de marzo de 2024, mediante una conferencia de prensa, anunció oficialmente su retiro después de 13 temporadas.